# Paul Kurtz
Paul Kurtz (ur. 21 grudnia 1925 w Newark, New Jersey, zm. 20 października 2012 w Amherst, Nowy Jork) – amerykański filozof, sceptyk naukowy, czołowy działacz ruchu wolnomyślicielsko-racjonalistycznego, organizator, wydawca oraz intelektualista.
Był profesorem filozofii na Uniwersytecie Stanu Nowy Jork w Buffalo, założycielem i przewodniczącym Committee for the Scientific Investigation of Claims of the Paranormal (CSICOP), Council for Secular Humanism, Center for Inquiry oraz największego wydawnictwa świeckiego humanizmu – Prometheus Books. Był także redaktorem naczelnym największego magazynu wolnomyślicielskiego – Free Inquiry. Stał na czele International Humanist and Ethical Union (IHEU), federacji zrzeszającej organizacje humanistyczne z całego świata. Był laureatem wielu nagród oraz autorem ponad trzydziestu książek tłumaczonych na wiele języków (w tym polski), które kształtują fundamenty ideowe tysięcy ludzi na całym świecie.

## Galeria

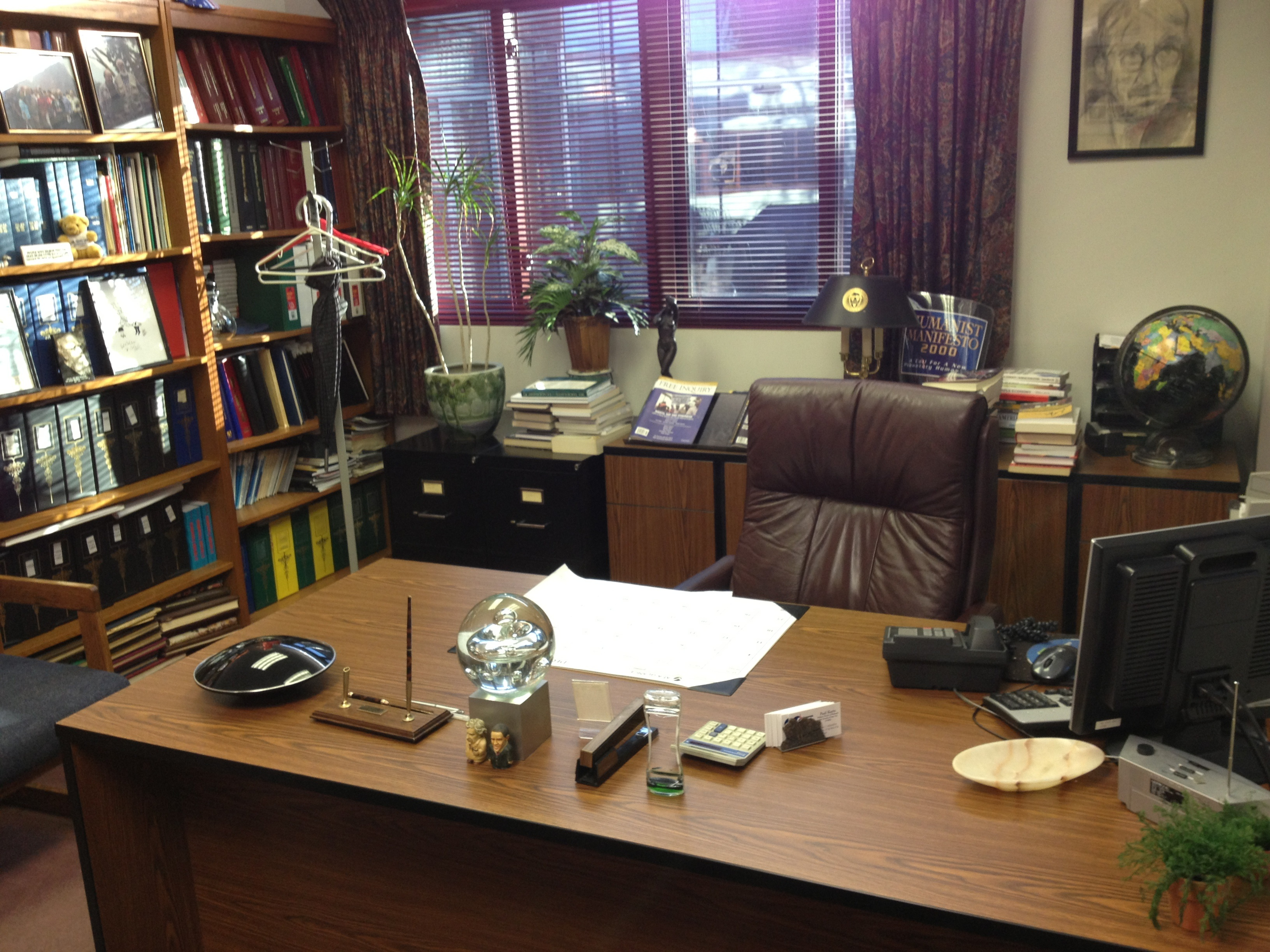
Biuro Paula Kurtza w Center for Inquiry Transnational, Amherst, Nowy Jork
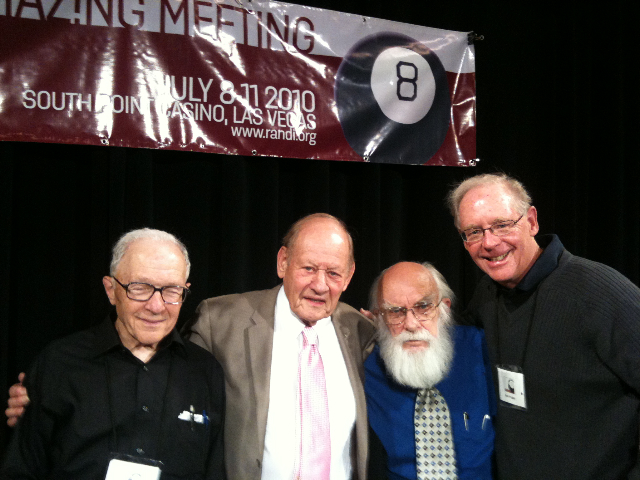
Ray Hyman(inne języki), Paul Kurtz, James Randi, i Ken Frazier(inne języki) podczas The Amazing Meeting (TAM8), lipiec 2010, Las Vegas tuż po zakończeniu sesji podejmującej temat historii współczesnego ruchu sceptycznego